# Фелим О’Нил из Кинарда
Сэр Фелим О’Нил из Кинарда, также известен Фелим МакШейн О’Нилл или Фейлим О Нейлл (англ. Felim O'Neill of Kinard, ирл. Féilim Ó Néill, умер в августе 1653 года) — ирландский дворянин, руководитель Ирландского восстания 1641 года в Ольстере, которое началось 22 октября 1641 года. Он был членом Ирландской Католической Конфедерации. Он был схвачен и казнен во время завоевания Кромвелем Ирландии в 1653 году.

## Исторический фон
Член известной ирландской династии О’Нил. Сын сэра Терлоу Макшейна О’Нила (ум. 1608), внук сэра Генри Ога Макшейна О’Нила (ум. 1608) и правнук Генри Макшейна О’Нила (ум. 1622). Его матерью была Кэтрин Нью. В 1608 году во время восстания клана О’Догерти были убиты Терлоу О’Нил и Генри О’Нил, отец и дед Фелима. Его мать вновь вышла замуж за англичанина-католика Роберта Ховендена. Их сын Роберт Ховенден был сводным братом Фелима.

## Ранняя жизнь
Фелим О’Нил был членом ирландского парламента в 1630-х годах. Учился на юридическом факультет в Кингс-Иннс в Лондоне. Кратко исповедовал протестантизм, затем вернулся в католицизм.
В 1639 году Фелим О’Нил был посвящен в рыцари лордом-лейтенантом Ирландии Томасом Уэнтуортом. Незадолго до этого клан О’Нил был выселен из окрестностей Каледона и заменен британскими поселенцами, которые были в состоянии платить более высокую арендную плату.
Многие ирландские католики, и особенно коренные ирландцы, такие как О’Нилы, угрожали английскому правлению в Ирландии. В частности, они пострадали в результате исключения католиков из государственной службы и продолжающейся конфискации принадлежащих католикам земель.

## Восстание
В 1641 году ведущие ирландские феодалы-католики, недовольные насаждением протестантизма и конфискацией английскими властями ирландских земель, составили план восстания против владычества Англии. Фелим О’Нил стал одним из лидером заговорщиков. Ирландские повстанцы решили захватить Дублин и быстро подчинить своей власти другие важные города Ирландии. После этого они планировали потребовать от английского короля уравнять в правах католиков с протестантами и ввести самоуправление в Ирландии. Роль Фелима О’Нила заключалась в том, чтобы занять города и крепости на севере Ирландии (в Ольстере). Восстание должно было начаться 21 октября 1641 года.
Однако план по захвату Дублина провалился. Оуэн О’Коннолли, перешедший в протестантизм, выдал заговорщиков в Дублине. Коннор Магуайр и Хью Ог Макмахон были арестованы, доставлены в Лондон и позднее казнены. Несмотря на это, Фелим О’Нил возглавил восстание на севере и захватил важную крепость Чарлемонт. Вскоре он обнаружил, что не может контролировать ирландских крестьян-католиков. Многие ирландские крестьяне, которые были изгнаны со своих земель во время колонизации Ольстера, стали систематически нападать на английских и шотландских поселенцев, грабя и убивая их. Фелим О’Нил, будучи главнокомандующим восставшими на севере, обвинялся английскими властями в соучастии или попустительстве во время массовых убийствах колонистов.
24 октября 1641 года Фелим О’Нил, заняв замок Данганнон, издал декларацию, в которой заявлял, что он действует с ведома и по приказу короля Англии Карла I Стюарта, чтобы защитить католическое население Ирландии от притеснений со стороны английских и шотландских переселенцев. Как и другие лидеры повстанцев, О’Нил испытывал трудности с дисциплиной в повстанческих отрядах. В стремлении улучшить свой статус Фелим О’Нил планировал провозгласить себя новым графом Тирона.
Фелим О’Нил и Рори О’Мур, подчинив своей власти Ольстер, попытались выступить маршем на Дублин, разгромив правительственные войска в битве при Джулианстауне (29 ноября 1641). В декабре 1641 года повстанцы под командованием Фелима О’Нила осадили город Дроэду, но в марте 1652 года английское подкрепление, присланное из Дублина, смогло заставить ирландских повстанцев снять осаду с Дроэды и отступить.
Восстание быстро распространилось на остальную часть Ирландии. К весне 1642 года под контролем англичан оставались протестантские анклавы Дублин, Корк и Дерри. Король Англии Карл I Стюарт отправил большую армию в Ирландию для подавления восстания, но в 1642 году самой Англии разразилась Гражданская война. Большая часть английских войск была отозвана в Англию. Ирландские католические верхи, воспользовавшись передышкой, сформировали Ирландскую католическую конфедерацию, которая действовало как де-факто независимое правительство Ирландии до 1649 года. Фелим О’Нил был членом парламента Конфедерации, названного Генеральной Ассамблеей, но был отстранен от власти более богатыми ирландскими земельными магнатами.
После катастрофического поражения в битве при Гленмакине (графство Донегол) в июне 1642 года Фелим О’Нил отказался от командования в пользу своего родственника, Оуэна Роэ О’Нил, профессионального солдата, прибывшего из Испанских Нидерландов и ставшего генералом армии конфедератов в Ольстере. Несмотря на отказ от должности главнокомандующего, Фелим О’Нил остался кавалерийским офицером и в течение шести лет участвовал в боях против армии шотландских ковенантеров, которая высадилась в Ольстере. В 1646 году Фелим участвовал в разгроме шотландских ковенантеров в битве при Бенбурбе.
В политике Фелим О’Нил выступал за соглашение с королем Англии Карлом I Стюартом, чтобы объединить ирландских и английских роялистов для победы в войне против английского парламента и шотландских ковенантеров. В 1648 году Фелим О’Нил голосовал за заключение Второго Ормондского мира с Англией, а его родственник Оуэн Роэ О’Нил вместе с большей часть армии Ольстера выступал против мира. Фелим О’Нил и ещё несколько умеренных дворян покинули повстанческую армию. Летом того же года войска Ирландской Конфедерации сражались между собой.
В 1649 году английский лорд-протектор Оливер Кромвель предпринял большое военное вторжение в Ирландию. В июне 1650 года англичане одержали победу над ирландцами в битве при Скарифхолисе (графство Донегол). Фелим О’Нил не участвовал в битве, но последние оставшиеся годы своей жизни провел в бегах. В июле-августе 1650 года он руководил обороной замка Чарлемонт от английской армии под командованием Карла Кута. Он нанес урон англичанам перед сдачей замка и с остатками гарнизонами получил право на свободный выход из замка.
4 февраля 1653 года в замке Рауган (графство Тирон) Фелим О’Нил был захвачен в плен англичанами. Он был доставлен в Дублин и казнен в августе 1653 года.

## Брак
В ноябре 1649 года Фелим О’Нил женился на леди Джейн Гордон, младшей дочери Джорджа Гордана, 1-го маркиза Хантли (ок. 1563—1636), и леди Генриетты Стюарт (ок. 1573—1642), вдове Клода Гамильтона, 2-го лорда Гамильтона (ок. 1606—1638). У супругов был единственный сын:
- Гордон О’Нил (ум. 1704), полковник. Сторонник свергнутого английского короля Яков II Стюарта и участник Войны двух королей.